# Trichophallus lobatus
Trichophallus lobatus (лат.) — вид кузнечиков рода Trichophallus из подсемейства Conocephalinae (Salomonina, Agraeciini, Tettigoniidae). Океания: Новая Гвинея.
Голотип были собраны в 1913 году экспедицией Kaiserin Augustafluss Expedition (22 апреля 1913, coll. S. G. Bürgers, Музей естествознания, Берлин).

## Описание
Кузнечики средних размеров (длина тела около 2 см). Основная окраска тела желтовато-коричневая. T. lobatus характеризуется довольно короткими и мало изогнутыми церками, апикальная область которых изогнута вниз и несколько сжата, с округлым концом, несущим небольшой шипик. Титиллаторы полностью склеротизированы с отклоняющимися основаниями и изогнутой апикальной областью; они несут в субапикальной области длинные и узкие боковые расширения, апикальные области которых повторно изогнуты, образуя петлю. Самок можно узнать по коротким долям субгенитальной пластинки, которые едва превышают их проксимально-дорсальные расширения и оставляют базальные выступы дорсального края вентральных клапанов яйцеклада полностью непокрытыми.